# Anéis moleculares borromeanos
Os anéis moleculares borromeanos são um exemplo de uma arquitetura molecular intertravada mecanicamente na qual três macrociclos são intertravados de tal maneira que quebrar qualquer macrociclo permite que os outros se desassociem. Eles são os menores exemplos de anéis borromeanos. A síntese dos anéis moleculares borromeanos foi relatada em 2004 pelo grupo de J. Fraser Stoddart. O chamado Borromeato é composto por três macrociclos interpenetrados formados a partir da reação entre os compostos 2,6-diformilpiridina e diamina, complexados com zinco.
|  |  |